# Nastazin
Nastazin (deutsch Hermelsdorf) ist ein Dorf in der polnischen Woiwodschaft Westpommern. Es gehört zur Gmina Maszewo (Gemeinde Massow) im Powiat Goleniowski (Gollnower Kreis).

## Geographische Lage
Nastazin (Hermelsdorf) liegt in Hinterpommern, etwa acht Kilometer östlich der Kleinstadt Maszewo (Massow) und 25 Kilometer östlich der Stadt Goleniów (Gollnow).

## Geschichte
Als deutscher Ortsname war früher für das Kirchdorf außer Hermelsdorf auch Harmelsdorf in Gebrauch; in Kirchenurkunden der  Jahre 1564 und 1605 lautet der Ortsname  Hermansdorf. Hermelsdorf bestand in älterer Zeit aus zwei Rittergütern, die alte Lehen der Familie Wedel waren. Um 1780 gab es in der Ortschaft außer den beiden Gutsbetrieben, die das große Gut und das kleine Gut genannt wurden, einen Prediger, einen Küster, 18 Vollbauern, neun Halbbauern, zwei Schäfer, einen Schmied und insgesamt 46 Haushaltungen.
Um das Jahr 1930 hatte die Gemeinde Hermelsdorf eine Flächengröße von 14,1 km², und auf der Gemarkung der Gemeinde standen insgesamt 81 Wohngebäude. Die Gemeinde hatte fünf Wohnorte, Achtelteich, Hanonen, Hermelsdorf, Kreuzbrück und Mühle.
1925 wurden in der Gemeinde 508 Einwohner gezählt, die auf 92 Haushaltungen verteilt waren.
Bis 1945 war Hermelsdorf eine Gemeinde im Landkreis Naugard im Regierungsbezirk Stettin der Provinz Pommern.
Gegen Ende des Zweiten Weltkriegs besetzte die Rote Armee Anfang März 1945 Hermelsdorf. Kurz danach wurde der Ort unter polnische Verwaltung gestellt. Hermelsdorf wurde nun in Nastazin umbenannt. Es begann die Zuwanderung polnischer Zivilisten. In der darauf folgenden Zeit wurden die Einwohner vertrieben. Sie wurden nahezu vollständig im vorpommerschen Prohn angesiedelt.

## Einwohnerzahlen
| Jahr | Anzahl | Anmerkungen                                                |
| ---- | ------ | ---------------------------------------------------------- |
| 1925 | 508    | darunter 489 Evangelische, zwölf Katholiken und fünf Juden |
| 1933 | 448    | [ 6 ]                                                      |
| 1939 | 411    | [ 6 ]                                                      |